# Babas
Babas (em grego: Βάβας) foi um oficial bizantino do século VI, ativo durante o reinado do imperador Justiniano (r. 527–565) na Lázica.

## Vida
Babas era nativo da Trácia. Em 550, quando Bessas chegou em Lázica, já estava combatendo ali com Benilo, Odonaco e Uligago. Na primavera de 551, estava em Arqueópolis com Odonaco com três mil homens, um quarto das tropas imperiais no país. Com sucesso conseguiram defender a cidade contra os persas de Mermeroes e numa saída repentina colocaram-nos para fugir. Em 556, ainda era um dos comandantes, talvez como mestre dos soldados. Na ocasião, estava em Arqueópolis, de onde liderou o ataque contra os dailamitas, os aliados dos persas que já estavam em fuga dos sabires. Segundo Agátias, matou muitos deles. Procópio de Cesareia descreveu-o como bom soldado.